# Ясна Шекарич
Ясна Шекарич (серб. Јасна Шекарић; нар. 17 грудня 1965, Белград, СФРЮ) — югославська та сербська спортсменка, яка спеціалізується на стрільбі з пневматичного пістолета, олімпійська чемпіонка. Загалом вона виграла п’ять олімпійських медалей: одну золоту, три срібні та одну бронзову. Вона також виграла три золоті медалі чемпіонату світу з дисципліни стрільба з пневматичного пістолета на 10 м. У 1992 році вона програла золоту олімпійську медаль Марині Логвиненко, незважаючи на однаковий рахунок. Вона одна з шести стрільців (до 2012 року), які брали участь як мінімум у семи Олімпійських іграх.

## Особисте життя
Народилася в Белграді, СР Сербія, СФР Югославія, а виросла в Осієку, СР Хорватія, тоді частина Югославії, де вона почала займатися стрільбою. На шкільних змаганнях вона спочатку змагалася з гвинтівкою та досягла гідного місця на чемпіонатах області. Згодом вона почала користуватися пістолетом. У 1990 році вона переїхала до Белграда, де провела успішний спортивний рік на приватному рівні. Вона розлучена і має двох дітей, Леа та Луку.

## Кар'єра
Її кілька разів називали найкращою спортсменкою та стрільцем у СФР Югославії, Хорватії, СРЮ, Сербії та Чорногорії та Сербії. У 1988 та 1994 роках вона отримала Золотий знак спортивної нагороди найкращого спортсмена Югославії. На іграх 2008 року вона була прапороносцем країни на церемоніях відкриття. Ясна занесена до золотої книги спортивної стрільби як єдиний стрілець, який брав участь у п’яти Олімпійських іграх, будучи фіналісткою у всіх п’яти.
Незважаючи на те, що ніколи не змінювала національність, Шекарич брала участь під чотирма прапорами на своїх шести Олімпійських іграх. Вона змагалася за Югославію на Олімпійських іграх 1988 року. У 1992 році, оскільки Югославія перебувала під санкціями ООН, вона (та ще п'ятдесят інших сербів, чорногорців та македонців) брала участь в якості незалежних олімпійських учасників. Наступні дві її Олімпіади проходили під прапором Союзної Республіки Югославії (червону зірку зняли з прапора СФРЮ). У 2004 році вона змагалася за Сербію та Чорногорію, яка мала той самий прапор, що і СР Югославія, і нарешті вона виступила за Сербію в 2008 році. Ще одним спортсменом, який змагався під чотирма різними прапорами, був сербсько-американський гравець у настільний теніс Ілля Лупулеску, але в процесі він змінив країну.

## Олімпійські результати
| Подія                            | 1988               | 1992              | 1996        | 2000              | 2004              | 2008       | 2012   |
| -------------------------------- | ------------------ | ----------------- | ----------- | ----------------- | ----------------- | ---------- | ------ |
| пістолет, 25 метрів              | Бронза · 591+95    | 6 583+93          | 6 580+100.4 | 17 577            | 9 579             | 21 578     | 18 579 |
| пневматичний пістолет, 10 метрів | Золото · 389+100.5 | Срібло · 389+97.4 | 4 384+103.1 | Срібло · 388+98.5 | Срібло · 387+96.3 | 6 384+96.9 | —      |